# Lumansari
Lumansari is een bestuurslaag in het regentschap Kendal van de provincie Midden-Java, Indonesië. Lumansari telt 2584 inwoners (volkstelling 2010).